# Бааде, Брунольф
Бру́нольф Ба́аде (нем. Brunolf Baade; 15 марта 1904, Берлин — 5 ноября 1969, Восточный Берлин) — немецкий авиаконструктор, специалист по стреловидности крыла. За свою карьеру работал в нацистской Германии, Советском Союзе и ГДР. Наиболее известен своей работой над Baade 152, первым и единственным пассажирским авиалайнером Германской Демократической Республики.

## Биография

### Ранняя биография
Карл Вильгельм Брунольф Бааде родился в предместье Берлина Нойкёльне в семье небогатого инженера. У него были две младшие сестры. По матери он приходился дальним родственником Августу Генриху Гофману фон Фаллерслебену, известному германскому поэту и учёному. По воспоминаниям современников, Бааде в некоторой степени гордился этим родством.
В 1910 году Бааде поступил в «реальную гимназию канцлера Фредерика» нем. Kaiser-Friedrich-Realgymnasium, которую успешно окончил в 1922 году. Затем обучался в Берлинском техническом университете , по окончании которого работал в фирме «Блом унд Фосс» над созданием судна Waskenland, на котором он впоследствии посетил Южную Америку в качестве помощника кочегара.

### Авиационный инженер
По возвращении в Берлин Бааде сосредоточился на авиационной сфере. Хотя пунктом 5 Версальского Договора постройка самолётов Веймарской республике была запрещена, он работал над планерами и к 1920-м годам добился определённых успехов. В конце 1927 года Бааде получил лицензию пилота, а в 1928 году получил учёную степень по механике. С 1929 года работал в фирме BFW, которая после финансового кризиса слилась с Messerschmitt AG. В 1929—1930 годах он работал с Мессершмиттом над рядом удачных авиалайнеров — BFW М.18, BFW М.20 и BFW М.24. В 1930 году компания BFW направила Бааде на практику в США, где он познакомился с будущей женой Анной Штерн, а в 1932 году перешёл в компанию Goodyear, где работал над проектом футуристичного поезда Comet.
Бааде не терял связей с родиной и в 1936 году вернулся с женой в Германию, где в октябре был приглашён на работу в фирму «Юнкерс». В 1937 году он вступил в НСДАП. За годы работы он принял участие в ряде проектов — Ju 88, Ju 188, Ju 388 и Ju 287.

### Советский период
После разгрома Германии во Второй мировой войне авиационные специалисты остались не у дел. В 1945 году Бааде несколько месяцев провёл в тюрьме за членство в НСДАП. Благодаря личному обаянию и беглому английскому он быстро сдружился с американскими офицерами, от которых узнал план по радикальной деиндустриализации Германии, что сильно повлияло на личные убеждения Бааде. В июле 1945 года Дессау был передан под управление Советской военной администрации; архивы фирмы «Юнкерс» были вывезены американскими войсками до передачи города. По решению Совета министров СССР 1400 сотрудников фирмы вместе с семьями подлежали переправке в Советский союз. В конце 1946 года немецкие специалисты, переправленные в Подберезье, были разделены на ОКБ-1 и ОКБ-2. ОКБ-1, занимавшееся тяжелыми самолётами и в основном состоявшее из бывших сотрудников «Юнкерса», возглавил Брунольф Бааде.
В Советском Союзе под руководством Бааде были восстановлены чертежи одного из вариантов Ju 287, которому было присвоено наименование EF-131, и было создано его дальнейшее развитие, фронтовой бомбардировщик EF-140, а также осуществлён ряд новых разработок, например, стратегический бомбардировщик EF-132 и фронтовой бомбардировщик РБ-2. Вершиной совместного творчества советских и немецких инженеров стал опытный бомбардировщик «150», совершивший первый полет в 1951 году, но так и не пошедший в серию. Внедрённые на «150» новации впоследствии нашли своё место в иных советских образцах авиатехники — М-4, Ил-54 и других.

### ГДР
Ещё в СССР ОКБ-1 прорабатывали вариант пассажирского самолёта на базе бомбардировщика «150» с условным названием «152». В 1952 году правительство ГДР передало техзадание на разработку пассажирского самолёта средней дальности, рассчитанного на 72 места. Из-за адаптации облик самолёта, оставаясь похожим, в целом радикально изменился: два двигателя в подкрыльевых пилонах были заменены на четыре двигателя национальной разработки Pirna 014, располагавшиеся по два в пилонах, передняя часть самолёта и вертикальный стабилизатор были изменены. Самолёт получил индекс 152.
Из-за сложности в адаптации двигателей на первом экземпляре были применены советские двигатели РД-9. Первый полёт состоялся в декабре 1958 года. Во время второго полета, репетиционного перед авиашоу, первый экземпляр разбился из-за ошибки пилота. Несмотря на то что второй лётный экземпляр приступил к испытаниям в 1961 году и началась сборка установочной серии самолётов, руководством ГДР было принято решение закрыть программу и отказаться от дальнейшего развития национальной авиационной промышленности. В том же году Бааде был назначен директором образованного Института лёгковесных конструкций и экономного использования материалов. С 1955 года Бааде также был лектором Дрезденского технического университета.
В 1958—1963 годах Бааде являлся кандидатом в ЦК СЕПГ. Он также являлся членом Научного совета ГДР с момента его основания в 1957 году.

### Смерть
В марте 1969 года Бааде оставил все должности из-за рака желудка. Он умер 5 ноября 1969 года в берлинском госпитале (по другим данным — в Дрездене) от осложнений, вызванных болезнью. Похоронен Брунольф Бааде на окраине Айхвальде.

## Оценка деятельности
Большая часть современных исследователей отмечают мощную личную харизму Брунольфа Бааде. Западные исследователи высоко оценивают его организаторский талант, превалировавший над инженерным. Отечественные специалисты отмечают выдающиеся личные качества и трагическую творческую судьбу конструктора, ни одно творение которого так и не пошло в серию. Удостоен ордена ГДР «За заслуги перед Отечеством» в 1959 году. Именем Бааде названа улица в берлинском районе Людвигсфельде, а также небольшая улица у аэропорта Берлин-Бранденбург.

## Семья[15]
- Жена — Анна Бааде (урождённая Stierle) (1909—1994)
  - Дочь — Ингеборг (г.р. 1934)
  - Дочь — Ангелика (г.р. 1937)
  - Сын — Олаф (г.р. 1944)
  - Дочь — Элеонора (г.р. 1946)

## Проекты авиатехники
- EF-131
- EF-140
- РБ-2
- 150 (опытный бомбардировщик)
- Baade 152